# Янчо Янчев
Янчо Цеков Янчев е български лекар, офицер, генерал-майор от медицинската служба.

## Биография
Роден е на 18 август 1920 г. във врачанското село Горно Пещене. Средното си образование завършва във Враца. От 1940 до 1943 г. учи медицина в Югославия и Чехословакия, а след това от 1943 до 1947 г. в София. От 1947 до 1948 г. е ординатор в Окръжна болница-Враца. Влиза в българската армия през 1949 г. и е военен лекар в Самоков. Между 1950 и 1952 г. е началник на Военната болница във Враца. От 1953 до 1955 г. е последователна заместник-армейски лекар и армейски лекар. В перижода 1956 – 1960 г. е началник на отделение в Медицинската служба на българската армия През 1964 г. специализира във Военномедицинската академия „С.М.Киров“ в Ленинград. От следващата година придобива специалност по организация и тактика на медицинската служба (ОТМС). Между 1960 и 1962 г. е старши преподавател в катедрата по ОТМС при Висшия военномедицински институт. През 1962 г. заминава за Алжир, където преподава ОТМС в Центъра за преподготовка на висши медицински кадри към Военната болница в столицата Алжир, както и във Военномедицинското училище в Сиди Бел Абес. На следващата година се завръща. От 1964 г. е назначен за началник на отдел към Медицинското управление на българската армия (до 1971). В периода 1971 – 1985 г. е заместник-началник на Медицинското управление. През 1968 г. защитава кандидатска дисертация (докторска дисертация), а от 1972 г. е доцент. През 1973 г. отново специализира в Академията в Ленинград. Дълги години ръководи Лабораторията по военномедицинска география към Медицинската служба на БНА. От 1981 до 1989 г. е член на Военния съвет на тила на българската армия. През 1984 г. е произведен в чин генерал-майор от медицинската служба. От 1985 до 1988 г. е началник на медицинското управление на българската армия. Излиза в запаса през 1988 г. Заслужил лекар от 1979 г. Умира на 17 септември 2005 г.